# Boloñesa

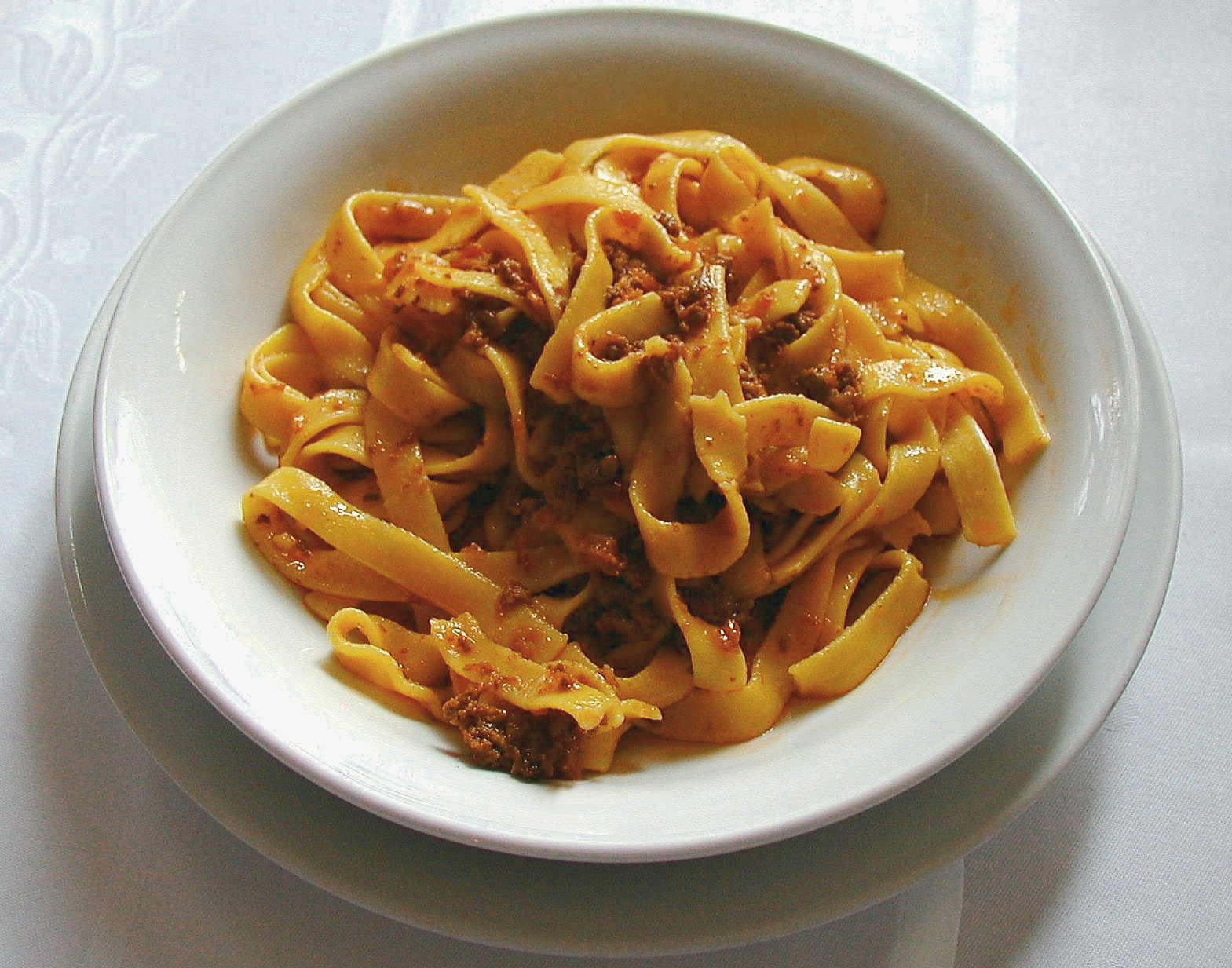
Tagliatelle con salsa bolognesa (tagliatelle al ragù).

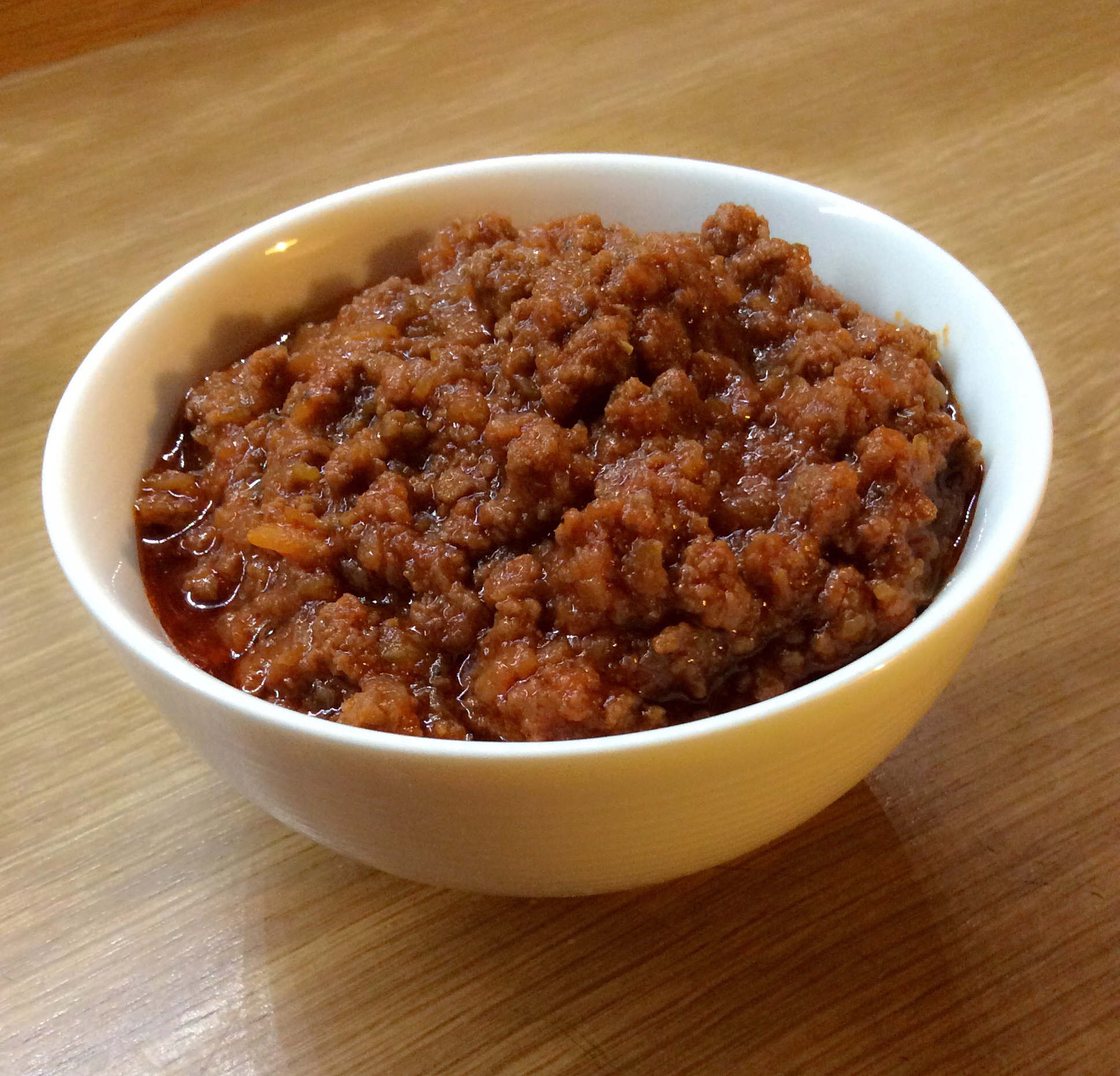
Salsa boloñesa (ragù)

La boloñesa o bolognesa (en italiano: ragù bolognese, pronunciado /raˈɡu boloɲˈɲeːze/) es una salsa muy comúnmente usada para acompañar pastas (una de las más comunes son los tagliatelle al ragù) o polenta. Es una salsa espesa, de color marrón-rojo, muy empleada en las comarcas cercanas a Bolonia. En italiano lleva el nombre ragù como deformación del francés ragoût.

## Historia
En octubre del año 1982 una delegación de Bolonia que representaba la Accademia Italiana della cucina depositó en la Camera di Comercio Industria Artigianato e Agricoltura di Bologna la receta oficial del ragù bolognese, con el objetivo de garantizar la continuidad y el respeto a la tradición gastronómica boloñesa en Italia y en el mundo.

## Características
Sus ingredientes principales son, por un lado, la carne picada (o molida) de ternera (o de buey), panceta de cerdo, y por el otro hortalizas varias (zanahorias, apio y cebollas) y  salsa de tomate. A estos ingredientes se añaden vino blanco, caldo de carne, mantequilla y leche.

## Usos
La gente de Bolonia sirve esta salsa tradicionalmente con tallarines frescos (tagliatelle al ragù), polenta o ñoquis. La salsa se usa también como relleno de la lasaña boloñesa o a veces de los canelones.
Fuera de Italia es muy conocida una combinación de salsas (más o menos) parecidas al ragù con los espaguetis (spaghetti alla bolognese o spaghetti bolognese). En realidad, los espaguetis son un tipo de pasta nativo de Nápoles y no pertenece a la cultura culinaria de la región de Bolonia.